# Győr (comitaat)
Het comitaat Győr bestond tussen de 11e eeuw en 1921. Het comitaat werd opgedoekt naar aanleiding van het Verdrag van Trianon. Het werd een nieuw comitaat met de bij Hongarije gebleven delen van de comitaten Moson en Pozsony, in 1950 fuseerde dit comitaat, ook met het comitaat Sopron. het Noordelijke deel van het voormalige comitaat Győr is Slowaaks grondgebied geworden, omdat het ten noorden van de Donau ligt.

## Ligging
Het comitaat lag in de Kleine Hongaarse Laagvlakte, en werd doorsneden door de rivieren de Kleine Donau, de Raba en de Donau. In het Noorden grensde het comitaat aan het Comitaat Pozsony, in het Noordwesten aan het Comitaat Moson, in het westen aan het Comitaat Sopron, in Het zuiden aan het Comitaat Veszprém en in het oosten aan Komárom.

## Deelgebieden
| Deelgebied        | Hoofdstad   |
| ----------------- | ----------- |
| Tószigetcsilizköz | Győr        |
| Sokoróaija        | Tét         |
| Puszta            | Pannonhalma |
| Vrije stad        |             |
| Győr              | Győr / Raab |